# Wilhelm Voigt (arkitekt)
 For alternative betydninger, se Wilhelm Voigt. (Se også artikler, som begynder med Wilhelm Voigt)
Wilhelm Voigt (født 6. december 1857; død 14. september 1916 i Kiel) var en tysk arkitekt, der som kirkebyggemester i Kiels kirkemenighedsforening tegnede talrige kirker i Hamburg og Slesvig-Holsten.

## Stil
Voigt kom fra historicismen,men ændrede stilen fra korrekt efterligning til den ny trend af den slesvig-holstenske Heimatschutz efter 1900. Han brugte her senromanske detaljer som friser og rundbuede åbninger.

## Værker (udvalg)

### Kirker
- 1904: St.-Jürgen-Kirke i Kiel
- 1904: Maria-Magdalenen-Kirke i Marne[1]
- 1908: Christuskirke i Gundelsby
- 1910: Gravkapel på kirkegården 'Parkfriedhof Eichhof'
- 1910–1911: St.-Michaelis-Kirke i Hassee
- 1910–1912: Lutherkirke i Kiel
- 1913–1914: Påskekirken i Hamburg-Bramfeld

- Marne
- Gundelsby
- Gravkapel
- Michaeliskirche i Hassee, Kiel
- Påskekirken

### Andre bygninger
- 1895: Villa for Konsul Sophus Schmidt, Aabenraagade/Apenrader Straße 10 i Flensborg[2]
- 1895–1899: Kredshus i Meldorf
- 1896: Dithmarskens Landsmuseum i Meldorf
- 1896: Catharinaheim på Christiansfeldvej 4 A-B i Haderslev,[3]
- 1900: „Goos-Ei“, Mindesmærke for 'Dusenddüwelswarf' i Hemmingstedt
- 1901–1902: Feierabendheim Pniel, Diakonissen-plejehjem, Duborggade/Duburger Straße 81 i Flensborg[4]
- 1903: nyromansk sandstendøbefond i Jakobikirken i Kiel
- 1904–1905: Foreningshus til den evangelsk-lutheriske Mande- og ynglingeforening Matthias Claudius, Nørregravene/Nordergraben 70 i Flensborg[5]
- 1908–1910: „Kieler Købmand“ i Kiel

- Catharinaheim
- Feierabendheim Pniel
- Dithmarskens Landsmuseum
- Dusenddüwelswarf